# San Lorenzo (Mexikó)

Az olmék civilizáció központjai

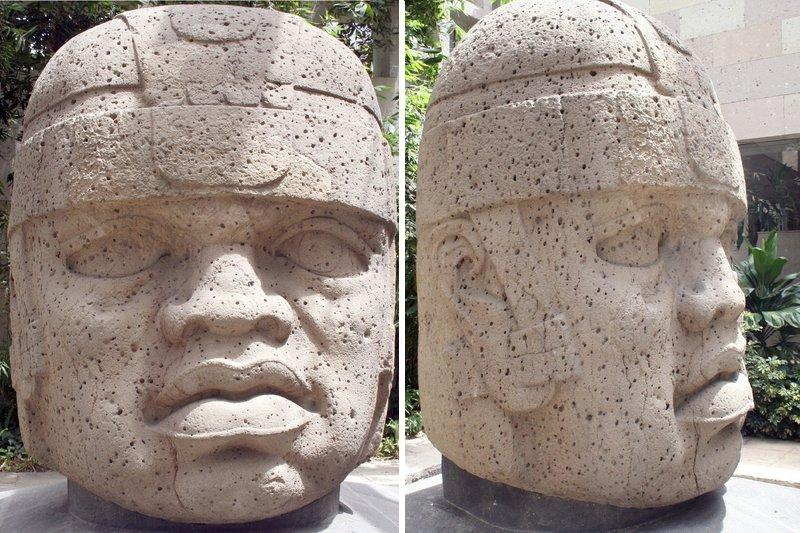
3 méter magas és 20 tonnás kőfej, mely valószínűleg egy olmék uralkodót ábrázol

San Lorenzo (ismert úgy is, mint San Lorenzo Tenochtitlán) egy régészeti lelőhely Mexikó Veracruz államában. Három lelőhelyből áll: San Lorenzo, Potrero Nuevo és Tenochtitlán. Ez utóbbinak nincs köze az azték fővároshoz, Tenochtitlánhoz.
San Lorenzo volt az első és egyik legfőbb központja az olmék civilizációnak. i. e. 1200-tól i. e. 900-ig állt fent, amikor lerombolták. Legfőképpen azokról a hatalmas, 20 tonnás és 3 méter magas kőfejekről ismert, amik valószínűleg olmék uralkodókat ábrázolnak.

## Története
A közeli El Manatíban kerültek elő az olmék kultúra legkorábbi emlékei az i. e. 1600 körüli időkből. San Lorenzo központtá válása előtt már évszázadok óta éltek ezen a területen letelepedett földművesek. San Lorenzo a legnagyobb település volt Mezoamerikában i. e. 1200-tól i. e. 900-ig. Ekkor a települést elpusztult, és kevés lakosa volt (vagy egyáltalán nem is lakták) egészen addig, míg i. e. 600 és i. e. 400 között újra be nem népesítették, majd ismét benépesült 800 és 1000 között.
Míg La Venta mocsaras területen létesült, addig San Lorenzo egy mezőgazdasági terület közepén helyezkedett el. Valószínűleg nagyrészt szertartásközpont volt, városfalak nélkül, közepesen nagyszámú lakossággal. A központi területeken 5500-an élhettek, míg az egész mezőgazdasági területen mintegy 13000-en. San Lorenzo központi területe 55 hektáron terült el.
San Lorenzo uralta a Coatzacoalcos medencéjét, míg keletre és észak-északnyugatra politikailag különálló területek voltak. San Lorenzonak volt egy bonyolult vízelvezető rendszere, aminek nem csak a település ivóvízzel való ellátása volt a feladata, de rituális feladatokat is ellátott.

## Régészet
Az első ásatásokat Matthew Stirling kezdte meg 1938-ban. 1946 és 1970 között négy régészeti feltárás történt meg, amiknek nem volt semmi visszhangja egészen 1990-ig, amikor újra megkezdődtek a munkálatok. A terület eredeti olmék neve, hasonlóan a többi olmék településéhez, ismeretlen. A San Lorenzo Tenochtitlán nevet Stirling adta a területnek 1955-ben, amivel a közeli falvakra és a régészeti lelőhelyre egyaránt utalt.

## Fordítás
Ez a szócikk részben vagy egészben  a   San Lorenzo Tenochtitlán című angol Wikipédia-szócikk ezen változatának fordításán alapul.  Az eredeti cikk szerkesztőit annak laptörténete sorolja fel. Ez a jelzés csupán a megfogalmazás eredetét és a szerzői jogokat jelzi, nem szolgál a cikkben szereplő információk forrásmegjelöléseként.